# Giuseppe Carraro
Giuseppe Carraro (* 26. Juni 1899 in Mira; † 30. Dezember 1980 in Verona) war ein italienischer Geistlicher und römisch-katholischer Bischof von Verona.

## Leben
Giuseppe Carraro empfing am 31. März 1923 das Sakrament der Priesterweihe für das Bistum Treviso.
Papst Pius XII. ernannte ihn am 29. September 1952 zum Titularbischof von Usula und zum Weihbischof in Treviso. Der Bischof von Treviso, Antonio Mantiero, spendete ihm am 1. November desselben Jahres die Bischofsweihe. Mitkonsekratoren waren der Bischof von Padua, Girolamo Bartolomeo Bortignon OFMCap, und der Bischof von Belluno und Feltre, Gioacchino Muccin.
Am 9. April 1956 wurde er zum Bischof von Vittorio Veneto ernannt. Papst Johannes XXIII. ernannte ihn am 15. Dezember 1958 zum Bischof von Verona. Sein Nachfolger als Bischof von Vittorio Veneto wurde Albino Luciani, der spätere Papst Johannes Paul I.
Er nahm als Konzilsvater an allen vier Sitzungsperioden des Zweiten Vatikanischen Konzils teil. Im Herbst 1967 gehörte er zu den Teilnehmern der 1. ordentlichen Generalversammlung der Bischofssynode.
Am 18. Mai 1978 nahm Papst Paul VI. seinen altersbedingten Rücktritt an. Sein Grab befindet sich in der Kathedrale von Verona.
Im für ihn eingeleiteten Seligsprechungsprozess erkannte ihm Papst Franziskus am 16. Juli 2015 den heroischen Tugendgrad zu.